# Альпійський біогеографічний регіон

Біогеографічні регіони Європи й Туреччини: арктичний, бореальний, атлантичний, континентальний, альпійський, паннонський, середземноморський, макаронезійський, степовий, чорноморський та анатолійський регіони

Альпійський біогеографічний регіон — це біогеографічний регіон за визначенням Європейського агентства з навколишнього середовища, який охоплює гірські регіони Європи.

## Обсяг
Альпійський біогеографічний регіон Європи включає Альпи у Франції, Італії, Німеччини, Австрії, Словенії, Швейцарії та Монако, Апенніни в Італії, Піренеї між Іспанією та Францією, Сканди у Швеції, Фінляндії та Норвегії та Карпати в Словаччині, Польща, Румунія та Україна. Регіон також включає Динари, Балкани, Родопи. Урал і Кавказ створюють границі Європи.
Найбільші гірські хребти: Карпати протяжністю 1450 км й найбільшою висотою 2665 м; Сканди протяжністю 1400 км й найбільшою висотою 2469 м; Апенніни протяжністю 1350 км й найбільшою висотою 2914 м; Альпи протяжністю 1200 км й найбільшою висотою 4807 м; Піренеї протяжністю 430 км й найбільшою висотою 3404 м.

## Середовище
Усі хребти в Альпійському регіоні мають велику висоту, перетнутий рельєф і відносно холодний і суворий клімат. Усі гори мають однакові зони рослинності, але далі на північ низькотемпературні зони лежать нижче (у Скандах лінія дерев нижче 1000 м, а в Піренеях вона значно перевищує 2000 м). На нижніх схилах — ліси й трав'янисті місцевості. Вище розміщені альпійські луки й чагарникові пустища, а потім деякі дуже витривалі рослини, пристосовані до скель і снігу на найвищих висотах. Складний рельєф створює багато різноманітних мікрокліматів. Альпійський регіон містить ≈ 2/3 рослин, що трапляються в Європі, включаючи ендемічні рослини з дуже обмеженим поширенням.
З точки зору фауни, ця територія стала важливим притулком для багатьох видів, які спочатку у більшій кількості зустрічалися в низовинах. Великі хижі ссавці (вовки, ведмеді, рисі) та хижі птахи (орли, соколи, грифи) перемістилися в гори, бо, на відміну від більшості інших регіонів, вони все ще приховують великі не фрагментовані території, де людське втручання обмежене.
Є й справжні альпійські види, наприклад, полівка снігова (Microtus nivalis), козел альпійський (Capra ibex) та багато безхребетних. Альпійський регіон особливо багатий на жуків і метеликів: наприклад, в Італії приблизно половина видів метеликів трапляється над лінією дерев. Деякі птахи також добре пристосувалися до гірського середовища, в тому числі галка червонодзьоба (Pyrrhocorax pyrrhocorax) і хрустан євразійський (Charadrius morinellus). Багато більше птахів зупиняється під час своїх міграційних маршрутів.

## Альпи
Альпи утворені в результаті потужного зіткнення між Африканською та Євразійською континентальними плитами, що відкрило кристалічні гірські утворення. Альпи також служать мостом між середземноморським кліматом на півдні та більш помірною погодою на півночі. Більш ніж половина Альп укрита лісами. На півночі на нижніх схилах переважають листяні дерева, а на півдні — вічнозелені ліси. Хвойні ліси переважають на більших висотах і в сухих внутрішніх районах, де випадає значно менше опадів. Загалом, ліси все ще перебувають у відносно природному стані, особливо на більших висотах, і тому є важливим притулком та екологічним коридором для багатьох великих видів, таких як ведмеді й вовки.
Більшість із 80 видів ссавців у Альпах — це дрібні гризуни, кажани й копитні. Багато з них є реліктами останнього льодовикового періоду. Альпи також є домом для величезної різноманітності безхребетних. Деякі з них зараз настільки рідкісні, що їх довелося включити в Директиву про середовище проживання, наприклад, Rosalia alpina та Carabus olympiae. Щонайменше 200 видів птахів гніздяться в горах і ще 200 мігрують чи зимують тут. Багато хто шукав тут притулку, щоб уникнути переслідувань і отримати користь від кількох великих віддалених районів, що залишилися в Європі. Ніхто не є більш символічним, ніж бородатий гриф Gypaetus barbatus Цей вид вимер в Альпах на рубежі століть, але відтоді був знову завезений. Наразі близько 130 особин були повторно випущені в дику природу, і триває скоординована програма для збереження цього виду в гірських ланцюгах Європи.
Ці гори можуть бути одними з найбагатших у Європі, але вони також є одними з найбільш інтенсивно експлуатованих. Понад 11 мільйонів людей живуть в Альпах, в основному в долинах, які дедалі більш урбанізовані. Ще 100 мільйонів людей відвідують гори з метою туризму та відпочинку. Все це чинить величезний тиск на крихке середовище.

## Апенніни
Кілька вершин Апеннін підіймаються вище 2000 м, найвищою є Корно-Гранде (2912 м). Тут же знаходиться найпівденніший льодовик Європи – Кальдероне. Велика частина Апеннін складається з вапнякових і доломітових порід, які породжують багато карстових явищ, таких як западини, печери, підземні водні канали та глибокі ущелини. На клімат сильно впливають Середземноморська низовина та вітри з Адріатичного моря. Це забезпечує ідеальне середовище для характерних апеннінських букових лісів, часто з видами Ilex і Taxus, які покривають майже дві третини центрального ареалу. Більшість цих лісів досі перебувають у досить природному стані. Невеликі ділянки реліктової гірської сосни (Pinus mugo) і карликового ялівцю (Juniperus nana) також можна знайти над лінією дерев, серед величезних альпійських луків і чагарників.
Флористична цінність Апеннін дуже висока. На Апеннінах зареєстровано понад 2000 видів рослин, у тому числі багато ендеміків, таких як Androsace mathildae і Adonis distorta.
Ізольовані популяції вовка й бурого ведмедя також знайшли притулок на Апеннінах. Ендемічна серна, яка майже повністю вимерла, повільно відновлюється завдяки узгодженій програмі реінтродукції та суворій охороні. Серед інших типових видів — ендемічна Salamandrina terdigitata і рідкісна Vipera ursinii, яка живе на високих рівнинах вище 1700 м.
Людське населення на Апеннінах невелике і зменшується. Проте масштабний розвиток інфраструктури залишається загрозою. Будівництво великої підземної атомної станції та автомобільного тунелю викликало багато суперечок у 1990-х роках. Більшість центральних Апеннін включені в мережу взаємопов'язаних національних парків, тривають зусилля щодо відродження гірських сіл за допомогою ретельно спланованих ініціатив екологічного туризму.

## Сканди
Сформовані послідовними періодами зледеніння, Сканди є найдавнішими горами в Альпійському регіоні. Погодні умови, як правило, дуже суворі з температурою близько нуля протягом більшої частини року. Захід знаходиться під впливом океану та Гольфстріму, тоді як схід має більш континентальний характер з меншою кількістю вітру та опадів. Через ці складні умови більш ніж половина Скандів без дерев, натомість величезні площі вкриті куцою рослинністю, де переважають типові пустищні види, такі як верес, злакові, осокові. Іноді рідкісні види (як Ranunculus lapponicus і Papaver laestadianum) з'являються в кишенях з багатим ґрунтом і високою вологістю, як і крихітний лапландський рододендрон (Rhododendron lapponicum). На більших висотах рослинність стає настільки рідкісною, що більшу частину ландшафту переважають голі скелі та валуни. Тут можуть вижити лише деякі судинні рослини, такі як Ranunculus glacialis. Нижче з'являються плями низькорослої берези та субарктичної верби. Ще нижче схили огортаються березою гірською, Betula pubescens czerepanovii, яка є панівним типом лісу для Скандів.
У порівнянні з іншими альпійськими горами, Сканди мають відносно низьку видову різноманітність. Проте вони залишаються життєво важливим компонентом біорізноманіття Європи. Загалом тут знайдено 26 рослин і 16 видів тварин, зазначені в Директиві про місця існування. Багато з присутніх тварин обмежені циркумполярним регіоном, наприклад песець, лемінг, росомаха, сова біла та кречет.
Людська присутність у Скандах дуже низька. Деякі види діяльності, як-от перекриття річки для гідроелектроенергії чи розширення оленярства мали згубний вплив на місцеве навколишнє середовище. Проте більшість гір залишаються незайманими від впливу людини.

## Піренеї
Піренеї простягаються від берегів Середземного моря до Атлантичного океану. Це найменший гірський ланцюг ув Альпійському регіоні. Північний і південний схили сильно контрастують. На півночі через вплив Атлантичного океану випадає велика кількість опадів, і, як наслідок, значна частина схилу гір покрита буком і ялицями. Південні схили, з іншого боку, значно сухіші й мають більш пологий ухил. Це краще підходить для сосни звичайної, ялівцю і, нижче, вічнозеленого дуба. Над лінією дерев (2400–2900 м) рослинність дуже схожа на Альпи, хоча й дещо менш різноманітна. Карликові верби обіймають землю разом з альпійськими пустищами й трав'янистими місцевостями. На крем'яних пасовищах панує Festuca eskia, яка є унікальною для цієї території. У Піренеях також є велика кількість потоків, каскадів і озер. На висоті понад 1000 м є понад 1500 озер. У Піренеях було зареєстровано ≈ 3000 видів судинних рослин, з яких щонайменше 120 видів є ендемічними, включаючи Alyssum pyrenaicum і Aster pyrenaeus.
У Піренеях з-поміж тварин присутні рідкісні ендеміки Galemys pyrenaicus і Capra pyrenaica pyrenaica. Козел, на жаль, вимер у 2001 році. Переслідуваний надмірним полюванням, рятувальні дії почалися занадто пізно, щоб врятувати його від вимирання.
Піренеї значно менш заселені, ніж Альпи, хоча і тут донедавна хліборобство та пастух були основними видами діяльності. У минулому Піренеї також були сильно вирубані. Останнім часом спостерігається сплеск туризму, особливо на гірськолижних курортах.

## Карпати
Карпати — наймолодша і найсхідніша з гір Альпійського регіону. Ареал вдвічі вужчий за Альпи, а вершини вдвічі нижчі. На зовнішніх схилах панівна гірська порода складається з пісковику та сланцю, тоді як у внутрішній частині міститься ланцюг вулканічних гір. На весь ареал сильно впливає континентальний клімат. Це пояснює великі перепади температури взимку та літо (від -21°C до +35°C). Верхньоальпійський і сніговий пояси, як правило, відсутні. Насправді лише 5% землі перебуває над межею дерев. Більшу частину ареалу займають гірські ліси. У передгір'ях переважає Quercus petraea, а в гірському регіоні переважають букові ліси. На висоті вони зливаються в змішані насадження бука-ялиці або бука-ялиці-ялини, з часом поступаючись місцем модринам і соснам. Карпати містять деякі з найважливіших залишків незайманих букових лісів, що залишилися на континенті. Як наслідок, вони багаті видами. Тут можна зустріти понад 300 видів птахів, серед яких Ficedula hypoleuca, Strix uralensis, Dendrocopos leucotos і Prunella collaris. Інші типові види включають Microtus tatricus, Marmota marmota latirostris. У Карпатах проживає найбільша в Європі популяція великих м'ясоїдних тварин. Близько 8000 ведмедів, 4000 вовків і 3000 рисей все ще бродять у горах, що становить понад 40% всього населення ЄС. Карпати фактично є основним коридором для міграції та розселення видів через їхнє стратегічне розташування між сходом і заходом.
Карпати також дуже багаті на флору. Було зареєстровано понад 3500 видів, включаючи багато рідкісних і характерних видів, таких як Cyclamen purpurascens, Pulsatilla slavica, Tozzia carpathica та Daphne arbuscula.
У Карпатах багато невеликих озер (багато з них льодовикового походження) і густа мережа річок і струмків які добре живляться рясними опадами. Вони є притулком для більш ніж 100 видів риб і численних земноводних, таких як рідкісні Triturus montandoni. Натомість часто трапляються видри зі щільністю до однієї на 10–15 км² у деяких частинах.
У Карпатах проживає близько 16 мільйонів людей, які залучені в сільськогосподарську чи туристичну активність.